# Budapest 1990 utáni építészete
Az alábbi cikk kronológiai rendben mutatja be az 1990 óta történt (elkészült, folyamatban lévő vagy csak tervezett) jelentősebb építészeti alkotásokat és felújításokat Budapesten, ideértve a városképet számottevően befolyásoló más intézkedéseket is, pl. egy tér vagy városrész újrafestése. – A félkövér betűk az új építményeket, a simák a felújítottakat jelölik.
| Építmény, városrész | Átadás ideje                           | Forrás | Kép | Megjegyzés | Kerület                   | Honlap                                                          |
| --- | -------------------------------------- | --- | --- | --- | ------------------------- | --------------------------------------------------------------- |
| Újszínház | 1990                                   | |     | 1997-ben Europa Nostra-díjat kapott. | VI.                       |                                                                 |
| Deák Ferenc híd | 1990. november                         | |     | | XXI–XXII.                 |                                                                 |
| East-West Business Center                                                                                                  | 1991. január                           | Archiválva 2011. június 27-i dátummal a Wayback Machine-ben                                                                                     |     | | VIII.                     |                                                                 |
| Francia Intézet | 1992                                   | |     | | I.                        | Archiválva 2010. szeptember 24-i dátummal a Wayback Machine-ben |
| Kempinski Hotel Corvinus                                                                                                   | 1992                                   | |     | Finta József és Puhl Antal alkotása | V.                        |                                                                 |
| Központi Vásárcsarnok | 1994                                   | |     | Elnyerte az építészeti szakma legkiemelkedőbb nemzetközi elismerését, a FIABCI Prix d’Excellence díját. | IX.                       | Archiválva 2012. március 6-i dátummal a Wayback Machine-ben     |
| Rákóczi (korábban Lágymányosi) híd                                                                                         | 1995. október                          | |     | | IX–XI.                    |                                                                 |
| Bank Center (Szabadság tér)                                                                                                | 1996. január                           | Archiválva 2010. augusztus 27-i dátummal a Wayback Machine-ben Archiválva 2010. június 16-i dátummal a Wayback Machine-ben                      |     | Finta József alkotása. | V.                        |                                                                 |
| Duna Plaza | 1996. október                          | |     | Az első Magyar Ingatlanfejlesztési Nívódíj pályázaton a második díjat nyerte el. | XIII.                     |                                                                 |
| Andrássy út | 1996                                   | |     | | VI.                       |                                                                 |
| Corvin Budapest Filmpalota                                                                                                 | 1996                                   | Archiválva 2010. május 15-i dátummal a Wayback Machine-ben                                                                                      |     | | VIII.                     | Archiválva 2010. december 19-i dátummal a Wayback Machine-ben   |
| a fasori evangélikus templom külső felújítása                                                                              | 1996                                   | |     | | VII.                      |                                                                 |
| Lágymányosi egyetemváros és infopark, az ELTE és a BME közös kampusza                                                      | 1996–2009                              | Archiválva 2010. október 10-i dátummal a Wayback Machine-ben Archiválva 2010. június 16-i dátummal a Wayback Machine-ben                        |     | | XI.                       |                                                                 |
| Shopmark | 1997. március                          | |     | | XIX.                      |                                                                 |
| Rendőrségi Igazgatási Központ (Teve utcai rendőrszékház, ill. rendőrpalota)                                                | 1997. október                          | |     | Finta József alkotása. | XIII.                     |                                                                 |
| Vidám Park, körhinta | 1997                                   | [ halott link ] |     | 1997-ben Europa Nostra-díjat kapott. | XIV.                      |                                                                 |
| Mammut I. bevásárlóközpont                                                                                                 | 1998. augusztus 28.                    | |     | | II.                       |                                                                 |
| Lurdy Ház | 1998. október 2.                       | |     | | IX.                       |                                                                 |
| Puskin mozi | 1998. október 15.                      | Archiválva 2010. május 15-i dátummal a Wayback Machine-ben                                                                                      |     | | V.                        |                                                                 |
| Liszt Ferenc (korábban ferihegyi) repülőtér, 2B terminál                                                                   | 1998                                   | |     | | XVIII.                    |                                                                 |
| Madách Színház | 1999. október                          | [ halott link ] |     | | VII.                      |                                                                 |
| WestEnd City Center | 1999. november                         | |     | Finta József alkotása. Elnyerte a 2001. évi Prix d’Excellence Nemzetközi Ingatlanfejlesztési Nívódíj pályázat első díját kereskedelmi épület kategóriában. | VI.                       |                                                                 |
| Centrál kávéház | 1999. szeptember                       | |     | | V.                        |                                                                 |
| Állatkert, Elefántház és más épületek                                                                                      | 1999 (Elefántház)                      | |     | Az Elefántház 1999-ben Budapest Építészeti Nívódíját kapta meg, 2000-ben pedig Europa Nostra-díjat kapott. | XIV.                      |                                                                 |
| Nagytétényi Kastélymúzeum                                                                                                  | 2000 nyara                             | |     | | XXII.                     |                                                                 |
| Millenáris | 2001. február                          | |     | 2002-ben Europa Nostra-díjat kapott. | II.                       |                                                                 |
| MOM Park Bevásárlóközpont                                                                                                  | 2001. augusztus                        | |     | A 2005-ben, 2007-ben és 2008-ban a Superbrand, 2007-ben pedig a Best of Budapest címet nyerte el. | XII.                      | Archiválva 2013. október 7-i dátummal a Wayback Machine-ben     |
| Mammut II. bevásárlóközpont                                                                                                | 2001. szeptember 28.                   | |     | | II.                       |                                                                 |
| Wenckheim-palota, a Fővárosi Szabó Ervin Könyvtár központi épülete                                                         | 2001. szeptember                       | Archiválva 2019. június 12-i dátummal a Wayback Machine-ben                                                                                     |     | 2002-ben Europa Nostra-díjat kapott. | VIII.                     | Archiválva 2010. március 27-i dátummal a Wayback Machine-ben    |
| Kálvin Tower (Union-irodaház)                                                                                              | 2001                                   | |     | | VIII.                     |                                                                 |
| Magház | 2001. december                         | |     | | VII.                      |                                                                 |
| Lehel Csarnok („Kofahajó”)                                                                                                 | 2002. február                          | |     | | XIII.                     |                                                                 |
| Terror Háza Múzeum | 2002. február                          | |     | | VI.                       |                                                                 |
| Nemzeti Színház | 2002. március                          | |     | | IX.                       |                                                                 |
| Népliget autóbusz-pályaudvar                                                                                               | 2002. március                          | |     | | IX.                       |                                                                 |
| Árkád bevásárlóközpont (Örs vezér tere)                                                                                    | 2002. március                          | [ halott link ] |     | | XIV.                      |                                                                 |
| Uránia Nemzeti Filmszínház                                                                                                 | 2002. április                          | |     | 2006-ban Europa Nostra-díjat kapott. | VIII.                     |                                                                 |
| Szent Angyalok plébánia, Gazdagrét                                                                                         | 2002. április                          | |     | | XI.                       |                                                                 |
| Sándor-palota | 2002. május                            | |     | | I.                        |                                                                 |
| Erzsébet tér, Gödör Klub                                                                                                   | 2002. szeptember                       | Archiválva 2010. július 14-i dátummal a Wayback Machine-ben [https://web.archive.org/web/20111021073742/http://culture.hu/main.php?folderID=911 |     | | V.                        |                                                                 |
| Zikkurat Galéria | 2002                                   | |     | | IX.                       |                                                                 |
| Barabás-villa | 2002                                   | |     | 2003-ban Europa Nostra-díjat kapott. | XII.                      |                                                                 |
| kispesti Nagyboldogasszony-templom                                                                                         | 2002                                   | |     | | XIX.                      |                                                                 |
| Szent Gellért tér és ivókút                                                                                                | 2002/2003                              | |     | | XI.                       |                                                                 |
| Kálvin Center | 2003. január                           | |     | | VIII.                     |                                                                 |
| Papp László Budapest Sportaréna                                                                                            | 2003. március                          | |     | | XIV.                      |                                                                 |
| Corinthia Grand Hotel Royal                                                                                                | 2003. január                           | |     | | VII.                      |                                                                 |
| Szent István-bazilika és Szent István tér                                                                                  | 2003. augusztus                        | |     | | V.                        |                                                                 |
| Holokauszt Emlékközpont | 2004. április                          | |     | 2005-ben építőipari, 2006-ban ingatlanfejlesztési nívódíjat kapott. | IX.                       |                                                                 |
| Gresham-palota | 2004. június                           | |     | Budapest Építészeti Nívódíja 2004 | V.                        |                                                                 |
| ING-székház | 2004. szeptember                       | |     | Tervezője 2006. november 17-én Budapestért díjat kapott. | VI.                       |                                                                 |
| Dagály fürdő | 2004. november                         | |     | | XIII.                     | [ halott link ]                                                 |
| Árpád-házi Szent Erzsébet-plébániatemplom                                                                                  | 2004                                   | |     | | VII.                      |                                                                 |
| Művészetek Palotája | 2005. március                          | |     | | IX.                       |                                                                 |
| Liszt Ferenc (korábban ferihegyi) repülőtér, I. terminál                                                                   | 2005. szeptember                       | |     | 2007-ben Europa Nostra-díjat kapott. | XVIII.                    |                                                                 |
| Erzsébet-kilátó | 2005. szeptember                       | |     | | XII.                      |                                                                 |
| Média Center Campona | 2005                                   | |     | | XXII.                     |                                                                 |
| Rudas gyógyfürdő | 2005. december                         | |     | | I.                        |                                                                 |
| Europe Tower | 2006. május                            | |     | | XIII.                     |                                                                 |
| Hajós Alfréd Nemzeti Sportuszoda bővítése                                                                                  | 2006. június/július                    | |     | | XIII.                     |                                                                 |
| Duna Tower | 2006. július                           | |     | | XIII.                     |                                                                 |
| New York-palota | 2006. május                            | |     | 2007-ben Europa Nostra-díjat kapott. | VII.                      |                                                                 |
| belső Ferencváros | 2006. július                           | |     | | IX.                       |                                                                 |
| Orczy Fórum Városközpont                                                                                                   | 2006. október                          | |     | Kévés György Ybl-díjas építész munkája. | VIII.                     |                                                                 |
| Erzsébet téri park | 2006                                   | |     | A parkot és alkotóit Belváros-Lipótváros önkormányzata 2006-ban Reitter Ferenc-díjjal tüntette ki. | V.                        |                                                                 |
| kormányzati negyed | – (terv: 2007)                         | |     | | VI.                       |                                                                 |
| Kopaszi-gát és Lágymányosi-öböl                                                                                            | 2007. augusztus                        | |     | | XI.                       |                                                                 |
| Lánchíd 19 Design Hotel | 2007. szeptember                       | [ halott link ] |     | | I.                        |                                                                 |
| Budapesti Corvinus Egyetem új épülete                                                                                      | 2007. szeptember                       | [ halott link ] |     | | IX.                       |                                                                 |
| Magyar Szecesszió Háza (Bedő-ház)                                                                                          | 2007. október                          | [ halott link ] |     | | V.                        |                                                                 |
| Arena Mall | 2007. november                         | |     | | VIII.                     |                                                                 |
| Gellért gyógyfürdő | 2008. április                          | |     | | XI.                       |                                                                 |
| East-West Business Center                                                                                                  | 2008. május                            | |     | | VIII.                     |                                                                 |
| Gozsdu-udvar | 2008. július                           | |     | | VII.                      |                                                                 |
| Garay téri piac | 2008. augusztus                        | |     | | VII.                      |                                                                 |
| Az MTVA Kunigunda útjai épülete                                                                                            | 2008 ősze                              | |     | | III.                      |                                                                 |
| Megyeri híd | 2008. szeptember                       | |     | | III–IV.                   |                                                                 |
| Semmelweis Egyetem Elméleti Orvostudományi Központ                                                                         | 2008. szeptember                       | |     | | IX.                       |                                                                 |
| Aquaworld – Vízibirodalom                                                                                                  | 2008. december                         | |     | | IV.                       |                                                                 |
| NEO Center | – (terv: 2009 első negyedéve)          | |     | | XIX.                      |                                                                 |
| Zichy-palota, benne: Hotel Palazzo Zichy                                                                                   | 2009. február                          | |     | A Travellers’ Choice Awards 2011 közönségszavazáson több kategóriában is elnyerte a turisták szimpátiáját: a luxusszállodát ebben a kategóriában világviszonylatban a nyolcadik, Európában pedig a hatodik legjobbnak találták a szavazók. Az összes európai szálloda közül a 9., míg a világon a 16. legjobb lett. A TripAdvisor Európa 6. legdivatosabb szállodájának, az Expedia Partner Services Group pedig Expedia Insiders’ Select hotelnek választotta meg. | VIII.                     |                                                                 |
| SPIRAL irodaház | 2009 első negyedéve                    | [ halott link ] ] |     | | XIII.                     |                                                                 |
| Szabadság híd | 2009. május                            | |     | | IX–XI.                    |                                                                 |
| Eiffel téri irodaház és park (a Nyugati pályaudvar mellett)                                                                | 2009. szeptember                       | |     | | VI.                       |                                                                 |
| Párisi Nagy Áruház (Divatcsarnok)                                                                                          | 2009. november                         | |     | | VI.                       |                                                                 |
| Allee bevásárlóközpont | 2009. november                         | |     | | XI.                       |                                                                 |
| Origo City | – (terv: 2010 eleje)                   | |     | | X.                        |                                                                 |
| Eötvös10 Közösségi és Kulturális Színtér                                                                                   | 2010. január                           | Archiválva 2010. február 18-i dátummal a Wayback Machine-ben                                                                                    |     | | VI.                       |                                                                 |
| Budapest Szíve, a Belváros új főutcája I. ütem, ill. Szabadság tér                                                         | 2010. április                          | |     | Látványtervek: Erzsébet híd pesti hídfője, Kiskörút | V.                        |                                                                 |
| Origo Filmstúdió | 2010. április                          | |     | | XV.                       |                                                                 |
| A Flórián tér átfestése | 2010. május                            | |     | | III.                      |                                                                 |
| Hungária fürdő, Hotel Continental Zara                                                                                     | 2010. június                           | |     | A városvédők országos konferenciája Podmaniczky-díjjal ismerte el a tervezők és a megbízó értékmentő munkáját; A Média Építészeti Díja 2010 | VII.                      |                                                                 |
| A Városháza tér átfestése                                                                                                  | 2010. június                           | |     | | V.                        |                                                                 |
| Gárdonyi tér felújítása | 2010. augusztus                        | |     | | XI.                       |                                                                 |
| A Széll Kálmán tér (1951–2011: Moszkva tér) átfestése                                                                      | 2010. szeptember                       | |     | | II.                       |                                                                 |
| Fővám tér felújítása | 2010. október aluljáró: 2009. nov.     | |     | | V.                        |                                                                 |
| Corvin Plaza | 2010. október                          | |     | | VIII.                     |                                                                 |
| A Havanna-lakótelep színekkel való megújítása                                                                              | 2010. december                         | Archiválva 2010. december 31-i dátummal a Wayback Machine-ben                                                                                   |     | | XVIII.                    |                                                                 |
| Budapest Liszt Ferenc nemzetközi repülőtér, SkyCourt                                                                       | 2011. március                          | |     | | XVIII.                    |                                                                 |
| a Március 15. tér Belvárosi plébániatemplom előtti része (Contra-Aquincum)                                                 | 2011. március ; készre 2011. szept.    | |     | | V.                        |                                                                 |
| Szent Imre Kórház | 2011. április                          | |     | | XI.                       |                                                                 |
| Radnóti Miklós Művelődési Központ (RaM)                                                                                    | 2011. április                          | |     | | XIII.                     |                                                                 |
| Europeum Bevásárlóközpont                                                                                                  | 2011. április                          | |     | | VIII.                     |                                                                 |
| A Pöttyös utcai állomás átfestése (Színes Város projekt)                                                                   | 2011. június                           | |     | | IX.                       |                                                                 |
| Állatkert, India-ház | 2011. július                           | |     | | XIV.                      |                                                                 |
| Budapest Szíve, ill. a Belváros új főutcája: Kiskörút (Károly krt., Múzeum krt., Vámház krt.)                              | 2011. szeptember                       | |     | | V–VII–VIII–IX.            |                                                                 |
| Margit híd | 2011. szeptember                       | |     | | V–XIII–II.                |                                                                 |
| Füvészkert, Pálmaház | 2011. szeptember                       | Archiválva 2011. november 7-i dátummal a Wayback Machine-ben                                                                                    |     | | VIII.                     |                                                                 |
| a Zeneakadémia Ligeti György Oktatási Központja                                                                            | 2011. október 1.                       | [ halott link ] |     | | VII.                      |                                                                 |
| KöKi Terminál intermodális közlekedési csomópont és bevásárlóközpont                                                       | 2011. október                          | |     | | X., XIX.                  |                                                                 |
| Magyar Autóklub Szolgáltató Központ                                                                                        | 2011. november                         | |     | | IV.                       | Archiválva 2011. december 27-i dátummal a Wayback Machine-ben   |
| A K&H új székháza | 2011. november                         | Archiválva 2011. november 25-i dátummal a Wayback Machine-ben                                                                                   |     | | IX.                       |                                                                 |
| Klotild paloták: Buddha-Bar Hotel Klotild Palace                                                                           | 2012. június                           | |     | | V.                        |                                                                 |
| Váci1 | 2012 eleje                             | |     | | V.                        |                                                                 |
| Állatkert, Nagy-szikla: Varázshegy-Életmúzeum                                                                              | 2012 eleje                             | |     | | XIV.                      |                                                                 |
| Hegyvidék Központ | 2012. október                          | Archiválva 2012. október 16-i dátummal a Wayback Machine-ben                                                                                    |     | | XII.                      |                                                                 |
| Lánchíd park (Clark Ádám tértől délre)                                                                                     | 2012. október                          | |     | | I.                        |                                                                 |
| Váci Greens irodaház | 2012 ősze?                             | Archiválva 2010. december 7-i dátummal a Wayback Machine-ben                                                                                    |     | | XIII.                     |                                                                 |
| Corvin sétány | 2013. február                          | |     | Európa legjobb vegyes-funkciós ingatlanprojektje (a Nemzetközi Ingatlandíj és a Bloomberg televízió közös szakmai értékelése alapján) | VIII.                     |                                                                 |
| Árkád II | 2013. március                          | Archiválva 2013. szeptember 8-i dátummal a Wayback Machine-ben                                                                                  |     | | XIV.                      |                                                                 |
| Budapest Music Center | 2013. március                          | |     | | IX.                       |                                                                 |
| Il Bacio di Stile | 2013. szeptember                       | |     | | VI.                       |                                                                 |
| Zeneakadémia | 2013. október                          | Archiválva 2013. október 23-i dátummal a Wayback Machine-ben                                                                                    |     | | VI.                       |                                                                 |
| Bálna (korábban CET-ként emlegették)                                                                                       | 2013. november                         | Archiválva 2011. november 20-i dátummal a Wayback Machine-ben Archiválva 2012. június 25-i dátummal a Wayback Machine-ben                       |     | | IX.                       |                                                                 |
| Móricz Zsigmond körtér átépítése                                                                                           | 2013 vége                              | Archiválva 2013. augusztus 20-i dátummal a Wayback Machine-ben                                                                                  |     | | XI.                       |                                                                 |
| Klebelsberg-kastély | 2013?                                  | Archiválva 2011. november 13-i dátummal a Wayback Machine-ben                                                                                   |     | | II.                       |                                                                 |
| Rác gyógyfürdő, ma: Rácz Hotel & Thermal Spa                                                                               | 2013?                                  | Archiválva 2011. november 20-i dátummal a Wayback Machine-ben                                                                                   |     | | I.                        |                                                                 |
| Mátyás-templom | 2013?                                  | |     | | I.                        |                                                                 |
| Új Városközpont | 2013?                                  | |     | | V.                        |                                                                 |
| A Semmelweis Egyetem külső klinikai tömbje                                                                                 | 2013?                                  | |     | | VIII.                     |                                                                 |
| a Gödör Klub befejezése és kiegészítése                                                                                    | 2013?                                  | |     | | V.                        |                                                                 |
| Budapest Szíve, ill. a Belváros új főutcája II. ütem: Széchenyi István tér                                                 | 2013/2014                              | |     | | V.                        |                                                                 |
| A Budai Várnegyed és a Várkert Bazár felújítása                                                                            | 2014. március (Várbazár) ? (várnegyed) | |     | | I.                        |                                                                 |
| Az M4-es metróvonal átadása                                                                                                | 2014. március 28.                      | |     | | V., VII., VIII., IX., XI. |                                                                 |
| Budapest Szíve, ill. a Belváros új főutcája II. ütem: Ferenciek tere, Olimpiai park, Falk Miksa utca, Váci utca, Dunakorzó | 2014. március                          | |     | | V.                        |                                                                 |
| Rudas gyógyfürdő új wellnessközpontja (a déli szárnyban)                                                                   | 2014. szeptember                       | |     | | I.                        |                                                                 |
| az Albert Flórián Stadion újjáépítése                                                                                      | 2014                                   | |     | | IX.                       |                                                                 |
| Ludovika Campus | 2014                                   | [https://web.archive.org/web/20111129135326/http://kultura.hu/main.php?folderID=911                                                             |     | | VIII.                     |                                                                 |
| újpesti vízilabdaközpont                                                                                                   | 2014                                   | |     | | IV.                       |                                                                 |
| Tüskecsarnok | 2014                                   | |     | | XI.                       |                                                                 |
| Széll Kálmán tér felújítása                                                                                                | 2015–16                                | |     | | II.                       |                                                                 |
| a Magyar Nemzeti Galéria új épülete                                                                                        | 2017                                   | |     | | XIV.                      |                                                                 |
| a Fotográfiai Múzeum új épülete                                                                                            | 2017                                   | |     | | XIV.                      |                                                                 |
| a Szépművészeti Múzeum új épülete                                                                                          | 2017                                   | |     | | XIV.                      |                                                                 |
| magyar szellemi teljesítményeket és a Rubik-kocka történetét bemutató múzeum                                               | 2017                                   | |     | | XI.                       |                                                                 |
| Állatkert: Holnemvolt Vár                                                                                                  | 2018                                   | |     | | XIV.                      |                                                                 |
| Az új Puskás Ferenc Stadion építése                                                                                        | 2019 vége                              | |     | | XIV.                      |                                                                 |
| Kongresszusi Központ | ?                                      | |     | | IX.                       |                                                                 |
| Bolyai híd és városközpont                                                                                                 | ?                                      | |     | A városközpontot Finta József tervezi. | IX–XI.                    |                                                                 |
| Westend II | ?                                      | |     | | VI.                       |                                                                 |
| Nyugati pályaudvar | ?                                      | Archiválva 2010. december 15-i dátummal a Wayback Machine-ben                                                                                   |     | | VI.                       |                                                                 |
| Fővárosi Művelődési Ház | 2012                                   | |     | | XI                        |                                                                 |
| Állatkert: Pannon Park | ?                                      | |     | | XIV.                      |                                                                 |